# Vonny
Vonny, de son vrai nom Yvonne Guillaud, est une chanteuse, comédienne, animatrice de radio et de télévision née le 21 juillet 1933 à Épinal (Vosges) et morte le 10 janvier 2010 dans le 15e arrondissement de Paris à l’âge de 76 ans.

## Biographie
Après être partie à l'âge de 17 ans à Belfast en Irlande, pour apprendre l'anglais, Yvonne Andrée Guillaud décide de s'envoler pour le Canada à Montréal. Après de nombreux petits boulots pour vivre, elle commence sa carrière comme comédienne et chanteuse. Sur sa route, elle rencontre Fred Mella des Compagnons de la chanson, Charles Aznavour, encore inconnu du grand public, et Jacques Mauclair. Elle fait ses premiers pas comme chanteuse à St Adèle puis comme comédienne "Aux deux Canards", cabaret de Montréal. Elle enregistre plusieurs pièces de théâtre pour "Radio Canada". Elle monte sur scène au Cabaret Saint-Germain-des-Prés où elle rencontre Jacques Normand, chansonnier émérite. Après plusieurs années d'absence, elle retourne en France pour travailler comme attachée de presse à la maison de disques d'Eddy Barclay. Parmi de nombreux artistes, elle s'occupe de Ray Charles, The Platters, Dizzy Gillespie, Brigitte Bardot, Jacques Brel, Ella Fitzgerald et Juliette Gréco. À cette époque, elle enregistre plusieurs 45 tours sous le pseudonyme de "Vonny". En 1969, elle chante en duo sur un disque de François Deguelt.
En 1964, Vonny devient animatrice sur Europe 1. Surnommée la « Voix d’or » de la station, elle intègre l’équipe des meneurs de jeu composée à l’époque d'Anne Perez pour les femmes, ou de Robert Willar ou Harold Kay pour les hommes. Bien avant Maryse Gildas ou Julie, elle va devenir une voix légendaire d’Europe 1 pendant une dizaine d’années. Elle anime Rendez-vous aux Champs Elysées avec Robert Willar et participa à Salut les copains de Frank Ténot et Daniel Filipacchi où elle assura la publicité avant d’être chargée de courts billets dans l’émission. À la fin des années 1960, elle co-anime une émission sur RMC avec Jacques Bal. Au début des années 1970, elle anime en début d’après d’après-midi Les bonnes femmes avec Julie alors débutante.
Après son départ de la station de la rue François Ier en 1974, Vonny devient animatrice à la télévision sur la deuxième chaîne de l'ORTF qui deviendra Antenne 2 : elle participe au magazine féminin Aujourd'hui Madame d’Armand Jammot diffusé l’après-midi et est la partenaire de Gérard Majax pour Y'a un truc (1975), puis la Tirelire, programmé avant le journal de 20 heures. À la fin des années 1980, elle se retire de l’antenne et devient la collaboratrice de présentateurs de journaux comme Daniel Bilalian, William Leymergie ou Bruno Masure. 
Le décès de Vonny est annoncé à l’AFP par son fils Pierre Guillaud, fils illégitime de Guy Lux. Alexandre Bompard, PDG d’Europe 1, adressa au nom de toute l’équipe de la station ses plus sincères condoléances à toute sa famille et ses proches[réf. nécessaire]. D’ailleurs, la station rendit  hommage à son ancienne animatrice dans une émission spéciale de « 100% Europe 1 » présentée par Jacky Gallois, lui aussi ancien meneur de jeu. Diffusée le dimanche 17 janvier 2010 de 14 heures à 15 heures, cette émission mit en valeur la personnalité de Vonny à travers des archives sonores avec notamment le témoignage de Maryse Gildas.